# Mahlamba Ndlopfu
Mahlamba Ndlopfu (in tsonga Nouvelle Aube che in italiano significa "la nuova alba"), oppure Libertas, è il nome della residenza ufficiale del presidente della Repubblica Sudafricana situata a Pretoria, capitale amministrativa del Paese.

## Storia
Il palazzo fu completato su progetto dell'architetto Gerard Moerdijk nel 1940 come residenza ufficiale per il primo ministro del Sudafrica. Dopo l'abolizione della carica, avvenuta nel 1984, il palazzo divenne la residenza ufficiale del presidente sudafricano.